# Коньсковоля
Коньсково́ля (пол. Końskowola) — город на юго-востоке Польши, между Люблином и Пулавами; центр Коньсковольской гмины в Пулавском повете Люблинского воеводства. Коньсковоля расположена на берегу реки Курувка.
Население — 2 188 жителей (2004).
С 8 июня 1532 года по 1870 год Коньсковоля имела статус города.

## Название
Название Коньсковоля происходит от слова «Воля», которое означает разновидность деревни и фамилии её владельца (Ян Кониньски). Впервые, название «Кониньскаволя» встречается в 1442 году.

## История
Деревня основана приблизительно в XIV веке под именам Витовска Воля, затем имя сменилось на Конинскаволя и приобрело современное звучание в XIX веке.
С 8 июня 1532 года считается городом. Коньскаволя являлась для прилегающих территорий центром торговли продуктами, также здесь находилось несколько текстильных фабрик. Люди мигрировали сюда с разных концов Польши и из Саксонии.
В дальнейшем история Коньсковоли совпадает с историей региона. После третьего раздела Польши город отошёл к Австрии в 1795 году. В 1809 стал частью Варшавского герцогства, получившего название Царства Польского в 1815 году. После Январского восстания, в 1870 году, Коньсковоля окончательно утратила статус города. Во время Революции 1905 года в России здесь было организовано много демонстраций и забастовок солидарности. С 1918 года снова входит в состав Польши.
В начале Второй мировой войны, 15 сентября 1939 года, Коньскаволя была оккупирована Германией. Здесь был построен лагерь военнопленных, вскоре ликвидированный, и концентрационный лагерь, который просуществовал до 1943 года. Заключённые работали на местных фермах для Германии и на строительстве дорог.
В городке сформировали гетто, в котором поселили евреев, включая привезённых из Словакии. 8 мая 1942 года нацисты провели акцию, во время которой многие евреи были схвачены и транспортированы в концентрационный лагерь Собибор. В октябре 1942 население гетто было уничтожено. Немецкий батальон резервной полиции 101 устроил резню. Примерно 1000 евреев, включая женщин и детей, были вывезены в ближайший лес и убиты. Оставшиеся были увезены в другой лагерь.
При подходе советских войск летом 1944 немцы хотели сжечь город. 25 июля 1944 немецкие войска вели бои с отрядами подпольной польской Армией Крайовой и присоединившимися к ним партизанскими отрядами Батальонов Хлопских. Вместе с наступающими силами Красной Армии антифашистам удалось освободить край.

## Туризм
Самой известной достопримечательностью является католическая церковь с могилами семей Опалинских и Любомирских и надгробными памятниками, спроектированными Тыльманом из Гамерен, и ещё одна церковь, построенная в стиле «Люблинского ренессанса» в 1613 году. Также здесь есть лютеранское кладбище.
Коньскаволя также известна тем, что здесь умерли Францишек Заблоцкий и Францишек Дионизы Князьнин.